# Xanthina turrialbae
Xanthina turrialbae är en tvåvingeart som beskrevs av Robinson 2003. Xanthina turrialbae ingår i släktet Xanthina och familjen styltflugor.
Artens utbredningsområde är Costa Rica. Inga underarter finns listade i Catalogue of Life.